# Idalus intermedia
Idalus intermedia là một loài bướm đêm thuộc phân họ Arctiinae, họ Erebidae.